# Potabilizadora de San Isidro
La Estación de Tratamiento de Agua Potable (ETAP) de San Isidro, ubicada en la carretera de Soria en Valladolid, es una de las más antiguas en funcionamiento de España. Construida en 1886, sigue operativa y abastece una parte significativa del suministro urbano.

## Historia
La planta fue inaugurada el 17 de noviembre de 1886, cuando las aguas del Canal del Duero llegaron al depósito de San Isidro, proporcionando por primera vez agua corriente a buena parte de la ciudad. Desde entonces ha tenido un funcionamiento continuado, manteniendo su operatividad hasta hoy.

## Importancia patrimonial
La ETAP conserva parte de su estructura original, como la sala de filtración primitiva, el cuadro de bombeo y otras instalaciones listas para inspección. La ubicación elevada sobre el caserío permitió que el agua llegara a los hogares por gravedad.
La ETAP de San Isidro no solo abastece de agua sino que representa una pieza clave del patrimonio hidráulico industrial de Castilla y León. Su continuidad operativa, estructuras históricas y evolución técnica la convierten en una de las pocas plantas del siglo XIX aún en explotación activa.

## Tecnología y capacidad
Captaba el agua desde el Canal del Duero —construido en aquel mismo periodo— a través de dos galerías (una de ellas de 1886), usando conducción por gravedad, con toma de emergencia del río Duero mediante bombeo. Tiene una capacidad de tratamiento estimada en 4 200 m³/h, aportando aproximadamente el 30 % del caudal suministrado a Valladolid. Dispone de depósitos con capacidades de 24 000 m³ y 50 000 m³, esta última añadida en una modernización reciente.

## Modernización y obras recientes
Entre 2007 y 2009 se ejecutaron obras por valor cercano a los 16 millones de euros, con financiación mayoritariamente europea, que incluyeron filtros de carbón activo, sistema de ozonización, nueva sala de bombeo y el gran depósito subterráneo de 50 000 m³. Más adelante, en 2011, se consolidaron estas mejoras para incluir nave de reactivos, renovación de revestimientos y mejoras contra incendios. En 2019 se completaron reparaciones en los depósitos históricos (24 000 m³) con una inversión cercana a 900 000 €. 